# Gare de Dourdan - La Forêt
Ne doit pas être confondu avec Gare de Dourdan.
La gare de Dourdan - La Forêt est une gare ferroviaire française de la ligne de Brétigny à La Membrolle-sur-Choisille. Elle est située sur le territoire de la commune de Dourdan dans le département de l'Essonne en région Île-de-France.
C'est une gare de la Société nationale des chemins de fer français (SNCF) desservie par les trains de la branche C4 du RER C.

## Situation ferroviaire
Établie à 114 mètres d'altitude, la gare de Dourdan - La Forêt est située au point kilométrique (PK) 56,550 de la ligne de Brétigny à La Membrolle-sur-Choisille, entre la gare de Dourdan et la limite d'électrification de la ligne.

## Fréquentation
De 2015 à 2020, selon les estimations de la SNCF, la fréquentation annuelle de la gare s'élève aux nombres indiqués dans le tableau ci-dessous.
| Année     | 2015    | 2016    | 2017    | 2018    | 2019    | 2020    |
| --------- | ------- | ------- | ------- | ------- | ------- | ------- |
| Voyageurs | 273 548 | 307 640 | 343 508 | 374 439 | 416 770 | 227 943 |

## Service des voyageurs

### Accueil
Elle est équipée d'un système d'information sur les horaires des trains en temps réel sur les quais et d'automates pour l'achat de titres de transport Transilien.
La voie utilisée par les rames afin de servir à la montée et à la descente des voyageurs se termine sur un heurtoir.

### Desserte
Elle constitue le terminus de certains trains de la ligne C du RER parcourant la branche C4. Elle dessert les lycées et collèges de Dourdan.
Cependant, la majorité des trains effectuent leur terminus en gare de Dourdan. Pendant les « Grands Travaux Castor », il n'y a aucune circulation dans la gare de Dourdan - La Forêt. Les trains qui partent de cette gare terminent leurs parcours à Invalides et durant les heures de pointe à Saint-Quentin-en-Yvelines ou Chaville - Vélizy.

Installations et desserte
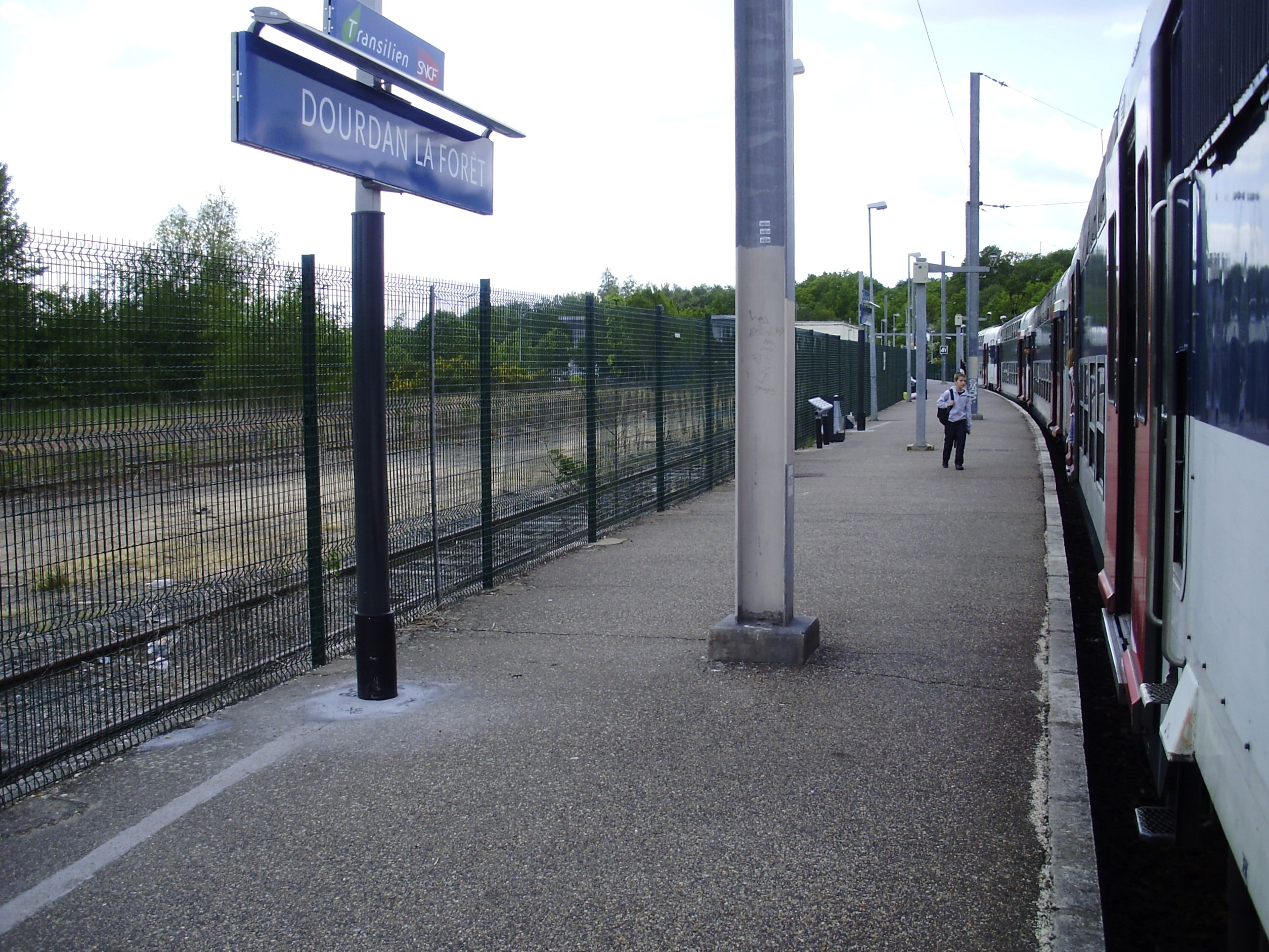
Le quai de la gare.
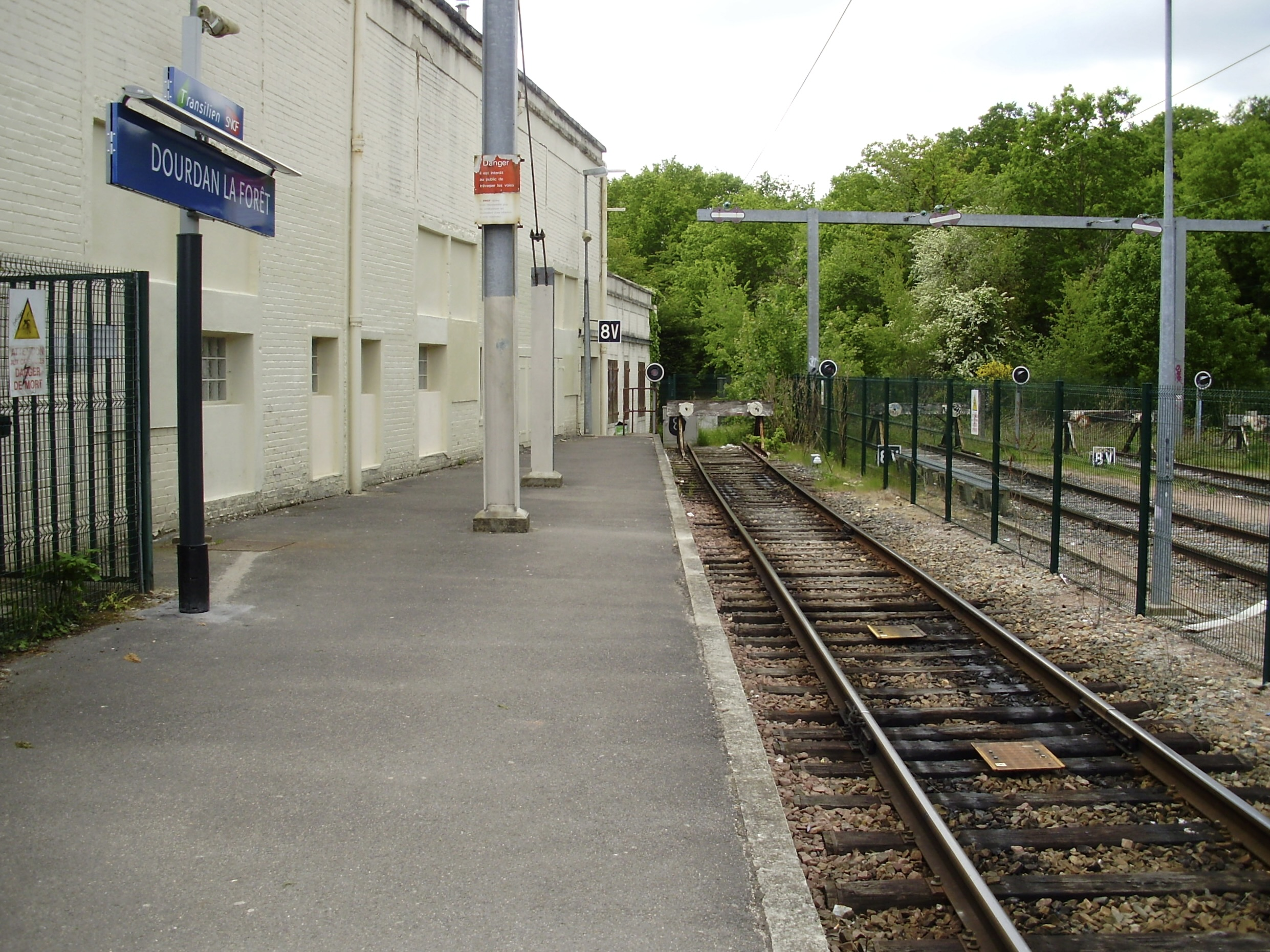
Fin de la branche C4.
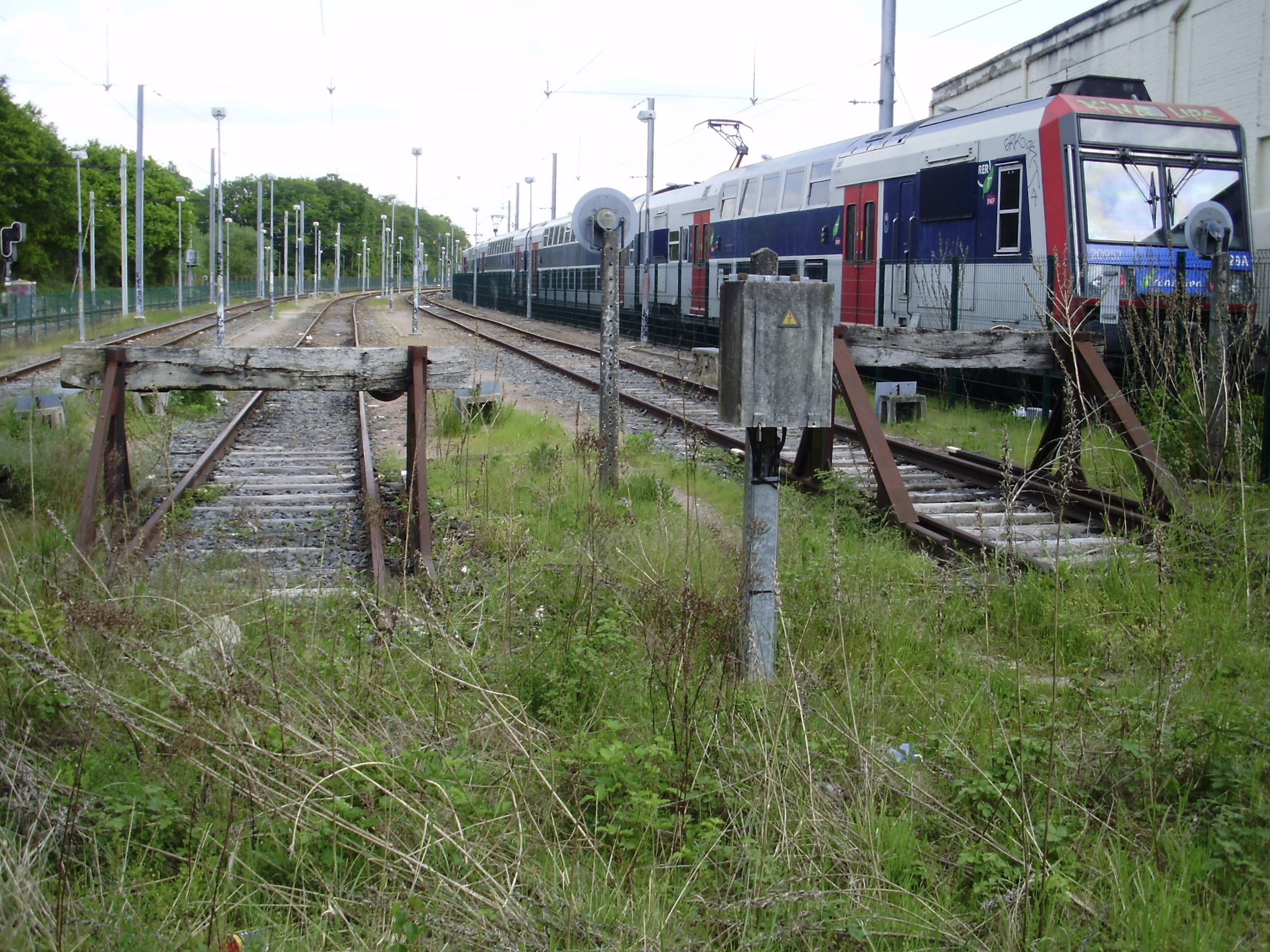
Voies de garage et rame Z 20900.
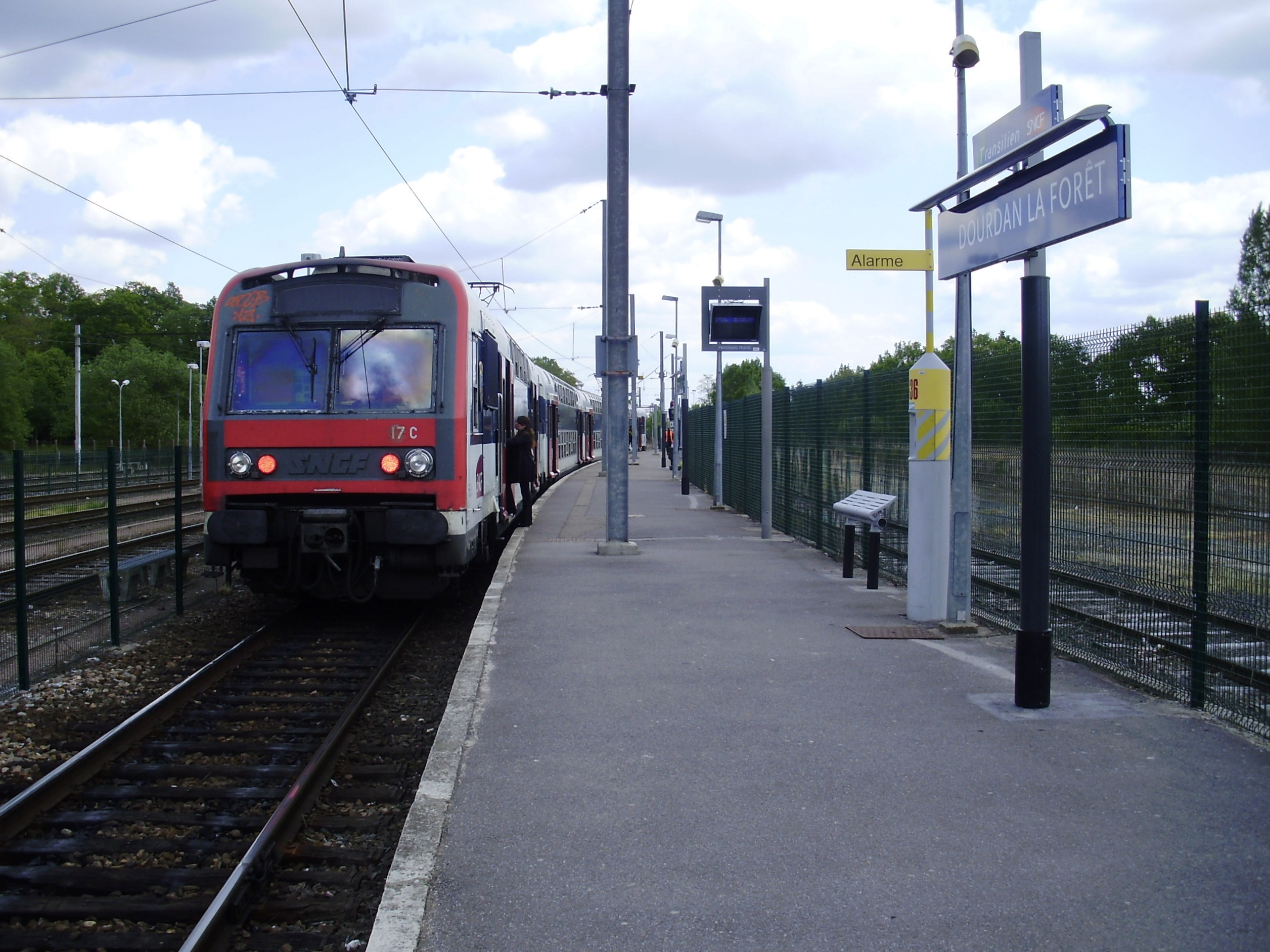
Rame Z 5600 en attente de départ.

### Intermodalité
La gare est desservie par les lignes 5233, 5269, 5318 du réseau de bus Centre et Sud Yvelines et par les lignes 4412, 4450 4453, 4454, 4455, 4456, 4457, 4458, 4459, 4461, 4462 et 4463 du réseau de bus Essonne Sud Ouest.